# Dedinky
Dedinky (Hongaars: Imrikfalva) is een Slowaakse gemeente in de regio Košice, en maakt deel uit van het district Rožňava.
Dedinky telt 293 inwoners.

## Galerij

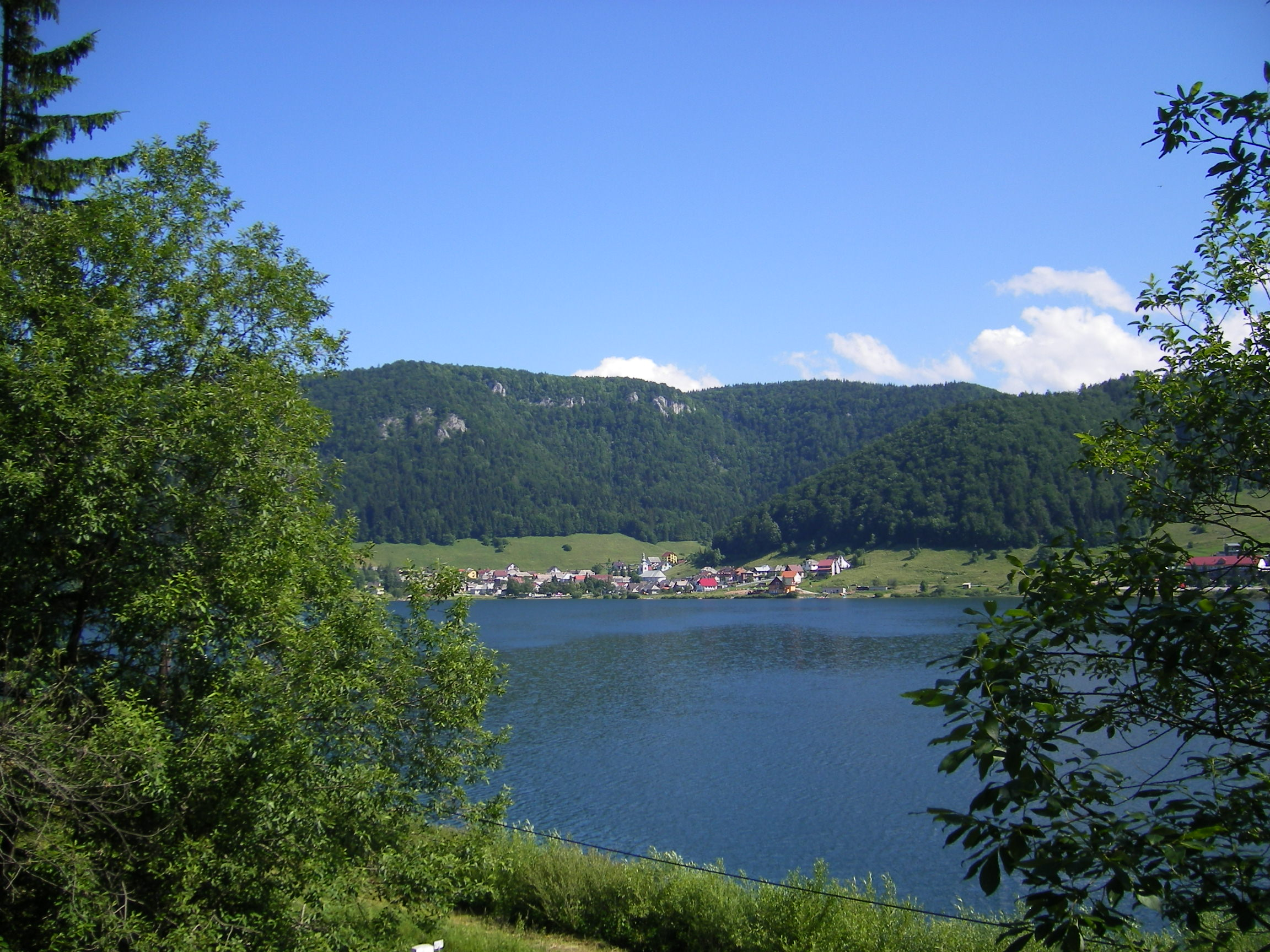
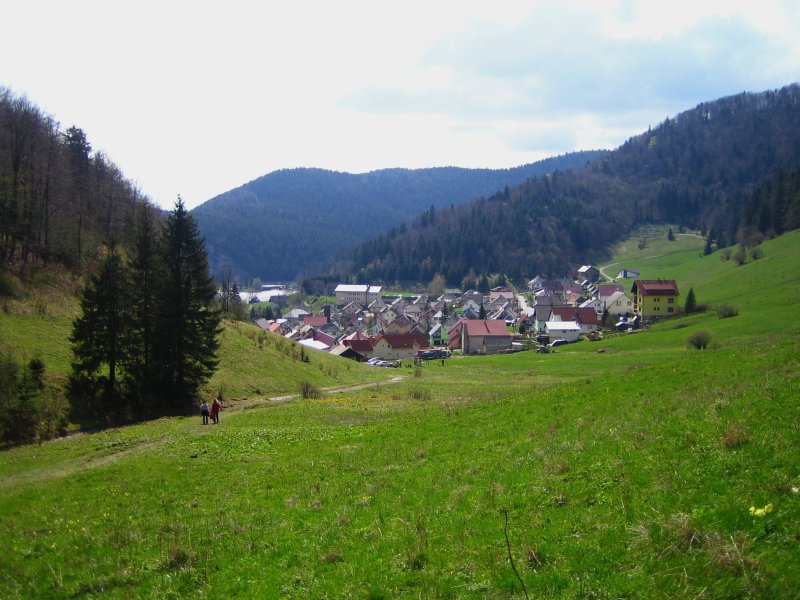
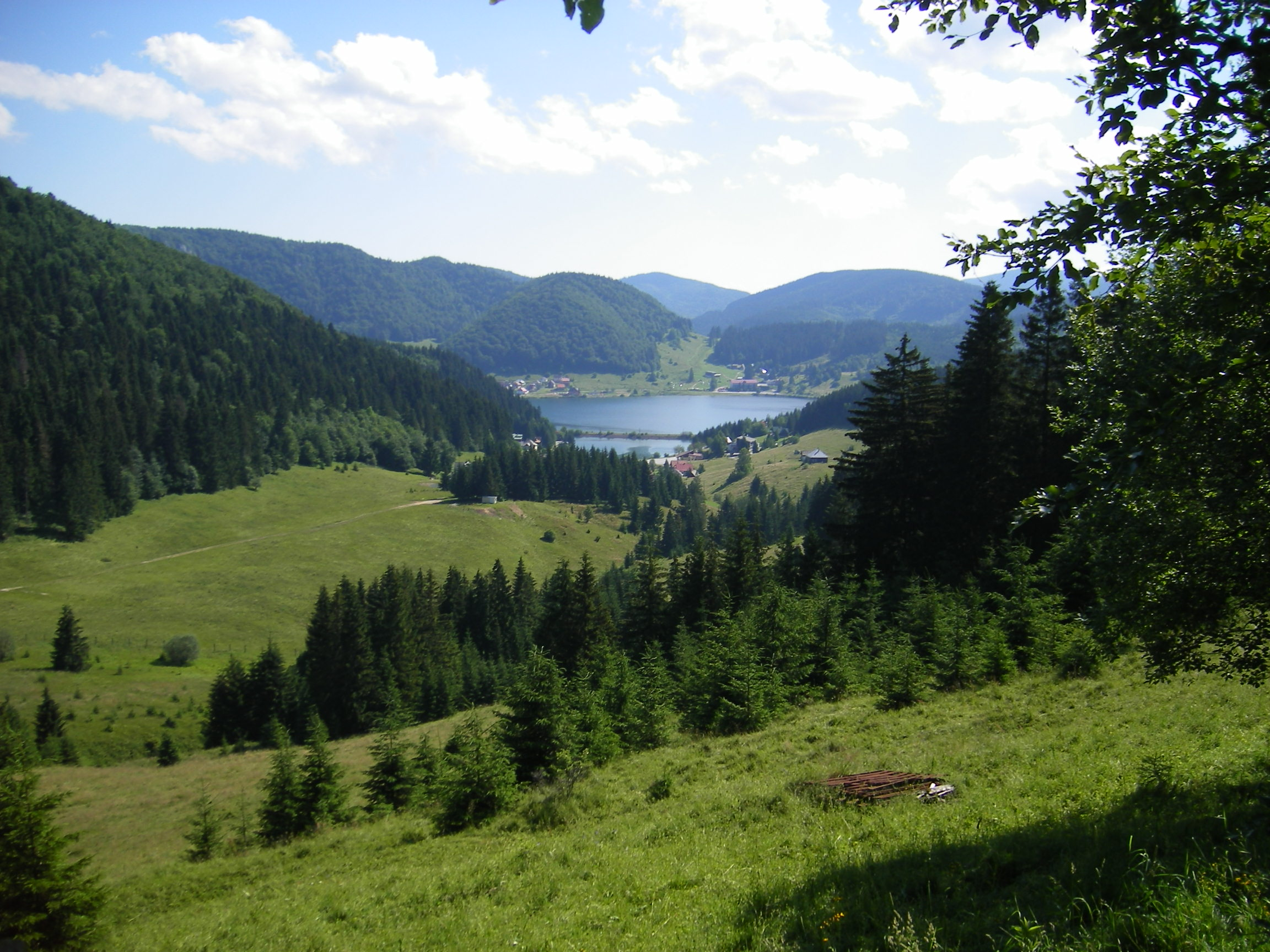
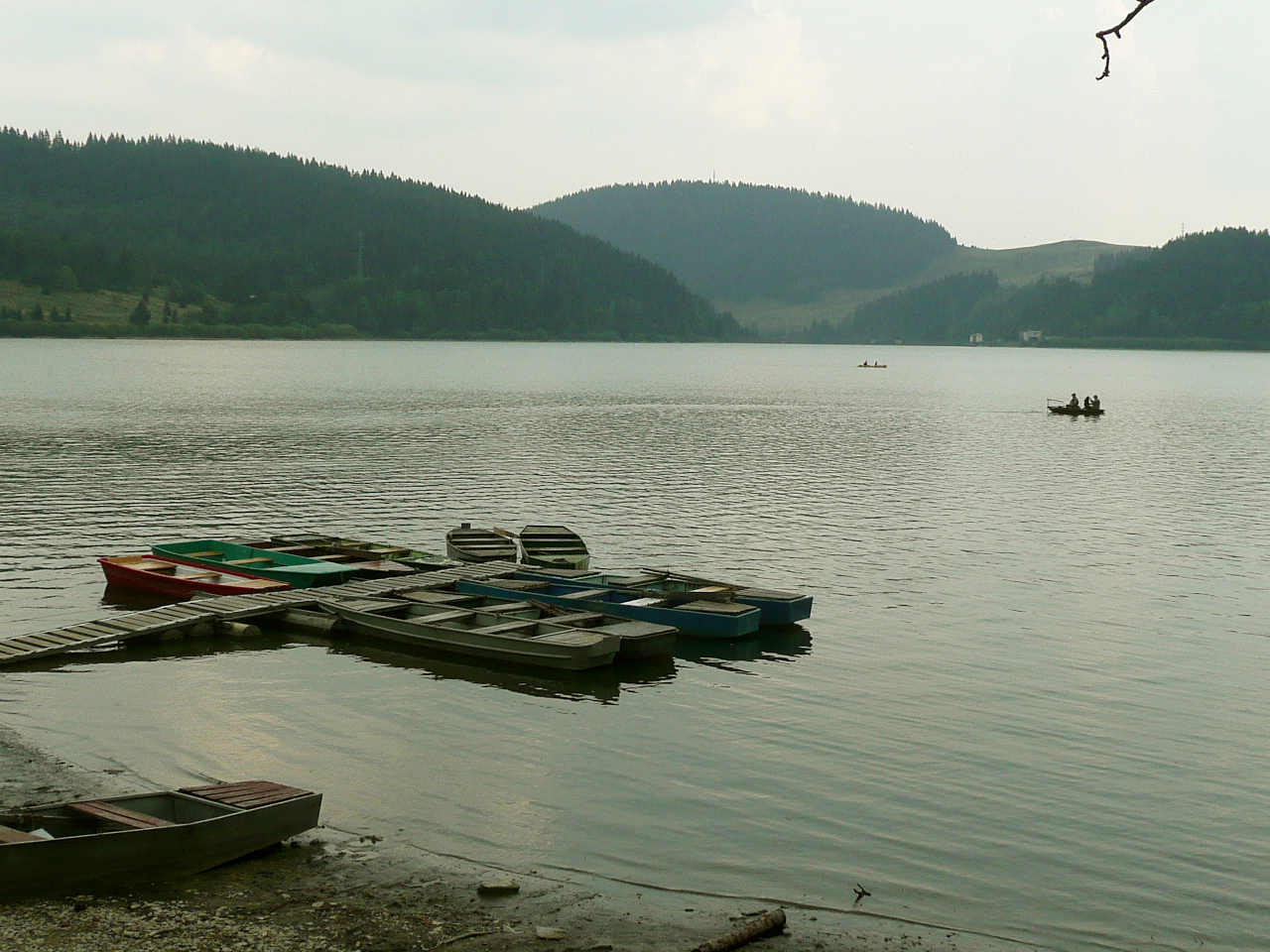
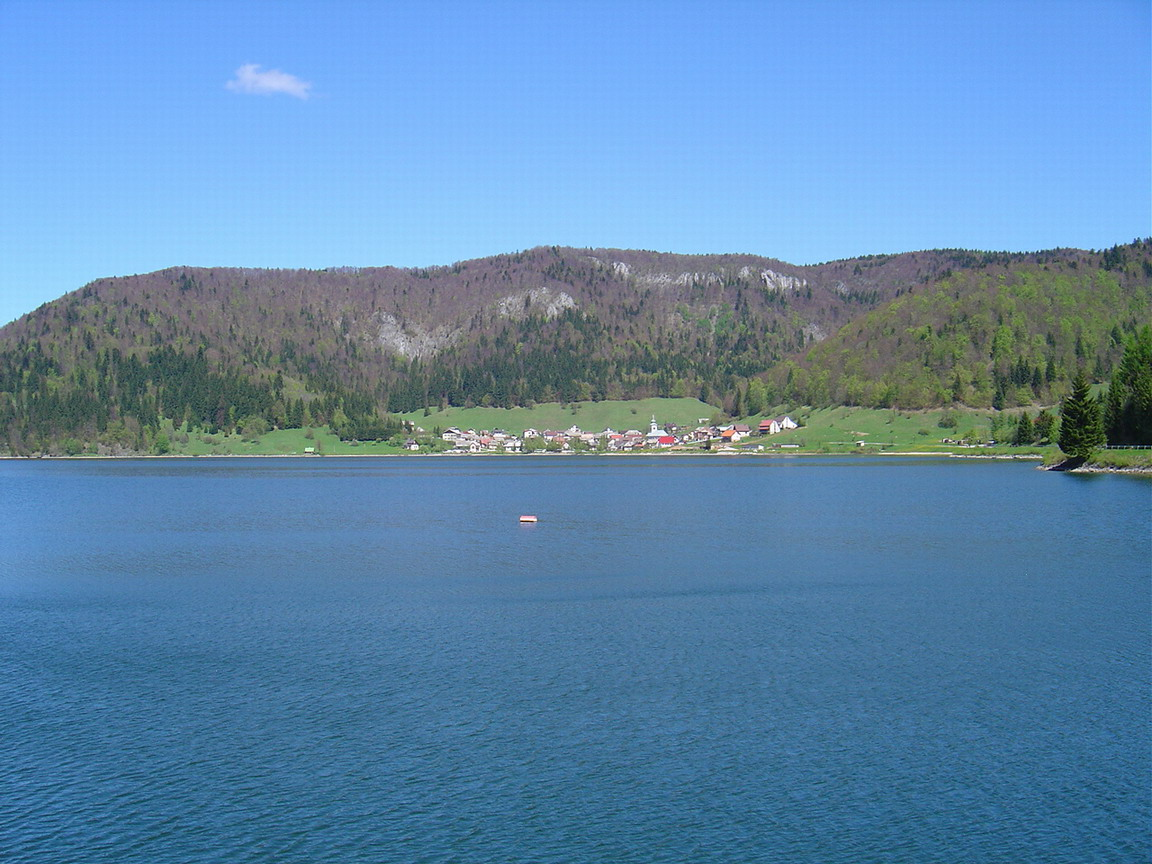